# Cyrk dolinny
Cyrk dolinny – forma geologiczna, składająca się z niszy i leja źródliskowych, powstała w wyniku erozji wstecznej. Występuje w niektórych dolinach, na początkowych odcinkach biegu rzek i cechuje się dość trudnymi do zauważenia szczegółami budowy. Cyrki dolinne są traktowane jako wielka osobliwość na terenach nizinnych, pojezierzach. W górach spotykane pospolicie. 